# Harry Markland Molson
Harry Markland Molson (né le 9 août 1856 à Montréal, Québec, Canada et mort le 15 avril 1912 lors du naufrage du Titanic) est un homme politique et un entrepreneur québécois.

## Biographie
Harry Markland Molson est né le 9 août 1856 à Montréal, Québec, Canada,.  
Il est le fils de William Markland Molson (1833–1913) et Helen Converse.  
Son grand-père, John Molson, arrivé à Montréal en 1782, avait établi sa célèbre brasserie (la brasserie Molson) sur les rives du fleuve Saint-Laurent en 1786. Par la suite, il avait fondé l’une des premières compagnies de transport maritime canadiennes et, en 1817, il possédait une flotte de 5 navires à vapeur qu'il avait produits dans son propre chantier naval. John Molson s'est aussi démarqué dans le monde bancaire.
Harry Markland Molson a suivi une formation scolaire à Montréal, et également en Allemagne et à Paris entre 1873 et 1877. Il ne faisait pas partie de la branche la plus influente de la famille Molson et il a hérité de sa fortune par inadvertance lorsque l’un de ses oncles, John Henry Robinson Molson, a décidé de façon intempestive de lui léguer toute sa fortune. Il a hérité en même temps de la fonction de directeur du conseil d’administration de la Banque Molson.
Il a été directeur de la Canadian Transfer Corporation et a tenu un poste élevé dans la plus vieille loge maçonnique de Saint-Paul, numéro 374.  Il a été conseiller municipal de la ville de Dorval, (ville banlieue de Montréal à l’époque, aujourd’hui fusionnée dans Montréal). Il a aussi été commodore du Club nautique royal du Saint-Laurent et gouverneur de l’Hôpital général de Montréal.
Il habitait au 2, Edgehill Avenue, à Westmount et il avait une résidence à Dorval.  Il fréquentait le club Mont-Royal, le Forest and Stream club, le club Saint-James, le club de golf Royal Montréal, le Montreal Jockey, le club de chasse de Montréal et le Saint-George Society  On le disait playboy et hédoniste.
Il a survécu à quelques accidents en mer. Tout d’abord, en 1989  ( ??? 1989 ce serait plutôt 1900 ), il parvint à s’échapper du Scotsman à la nage dans le golfe du Saint-Laurent. Quatre ans plus tard, en 1904, il nagera jusqu’au rivage lorsque le navire dans lequel il était, le Canada, entra en collision avec un charbonnier près des îles de Sorel, dans le fleuve Saint-Laurent. Selon le Montreal Herald, il aurait tout juste eu le temps d’enfiler un pantalon et une chemise puis de sauter par la fenêtre de la suite qu’il occupait.  Sorti des eaux par un canot de sauvetage, il aurait par la suite participé au sauvetage de plusieurs autres naufragés.
Lui-même possédait l'Alcyone un yacht de 75 pieds d’un tonnage de 40 tonnes.  Moderne pour son époque, ce navire comptait 26 ampoules électriques.  Il aurait fait le voyage inaugural de ce yacht avec son cousin Alexander Morris et l’épouse de ce dernier, Florence Nightingale Morris.  Son biographe a affirmé qu’ils formaient un ménage à trois.

### Passager duTitanic
En février 1912, appelé à traverser l’Atlantique pour mener ses affaires en Angleterre, il prit le soin de changer son testament en faveur de Florence Nightingale Morris, à qui il légua sa maison de Westmount ainsi que 30 000 $ (environ 800 000 $ de nos jours).  Il réserva son ticket de retour sur le navire Tunesian à la fin de mars 1912. Le major Arthur Peuchen, duquel il dirigeait l’une des compagnies, parvint à le convaincre de rallonger son séjour en Angleterre, et pour ce faire, il réserva un ticket sur le tragique Titanic — décision qui lui sera fatale.  Il déboursa 30 livres sterling et 10 schilling pour sa place sur le Titanic et on lui attribua la cabine C-30.
Le soir du naufrage, dans la nuit du 14 au 15 avril 1912, des témoins affirment l’avoir vu retirer ses chaussures sur le pont des embarcations, avec l’intention de rejoindre le navire dont les passagers et l’équipage avaient aperçu les feux de mâts, et qui selon toutes vraisemblance était le SS Californian arrêté pour la nuit avant de traverser un champ de glace parsemé d’icebergs, et qui n’est pas venu au secours des 2200 passagers du White Star Liner condamné.
Son corps n’a jamais été retrouvé, ou s’il l’a été, il n’a pu être identifié et fut très probablement inhumé en mer.